# Refuge de Presset
Das Refuge de Presset ist eine Schutzhütte der Sektion Chambéry des Club Alpin Français, die sich in Frankreich im Département Savoie in der Region Auvergne-Rhône-Alpes befindet.

## Geschichte
Die erste Hütte wurde 1966 gebaut und 1972 erweitert. Ein Neubau wurde von 2012 bis 2013 errichtet und im Sommer 2013 eingeweiht.

## Merkmale und Informationen
Die Hütte ist hauptsächlich in den Sommermonaten geöffnet. Sie besteht aus fünf Schlafsälen mit sechs Betten. Von der Berghütte aus sieht man in der Ferne das Skigebiet La Plagne sowie den Monte Rosset und die Pierra Menta. Ein Vorrat an Holz bleibt dauerhaft erhalten. Dies ermöglicht es, wenn die Hütte nicht bewartet wird, mit dem Holzofen zu heizen.

## Zugang
Um zur Berghütte zu gelangen, muss man einen Aufstieg von der Alm von Conchette beginnen.

## Weblinks

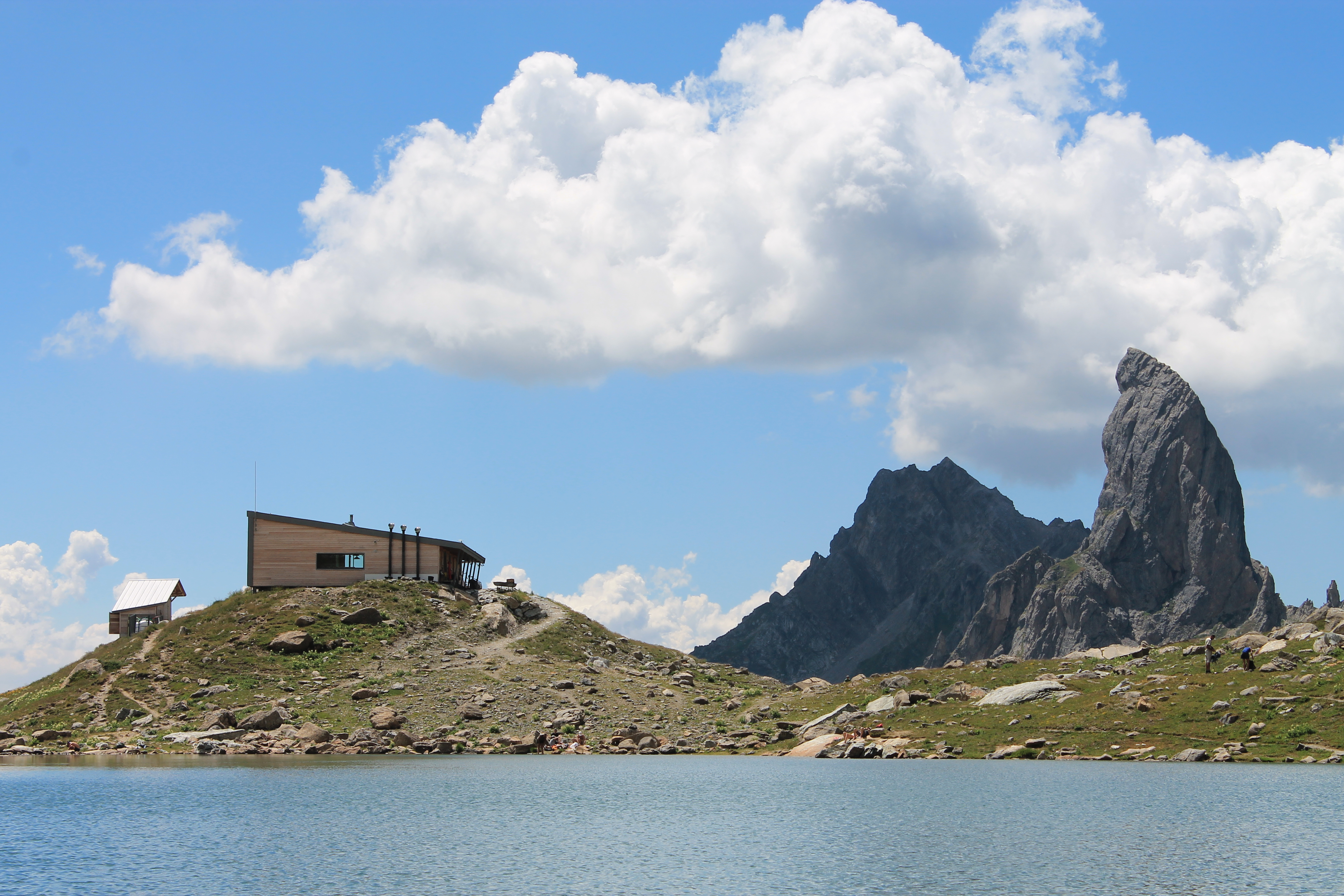
Von links nach rechts das Refuge de Presset, der Felsen von Charbonnière und die Pierra Menta vom See von Presset aus gesehen.